# Let's Get Ridiculous
Let's Get Ridiculous è un singolo di Redfoo del 2013.
Il singolo viene presentato al programma X Factor Australia, dove il cantante stesso in quella edizione è giudice. La canzone si classifica prima in Australia e viene certificato multiplatino.

## Video
Il video ufficiale è stato distribuito sotto l'approvazione di  Vevo, su YouTube il 25 ottobre 2013.
Il video musicale di questa canzone è stato girato a Manly, nel Nuovo Galles del Sud , mentre Redfoo era un giudice nella quinta stagione di The X Factor Australia . La sua allora fidanzata, l'ex tennista numero uno al mondo, Victoria Azarenka, fa un'apparizione cameo nel videoclip come assistente di volo.
La trama del video riguarda Redfoo, che è accusato di crimini contro il conformismo che hanno contribuito all'epidemia mondiale, viene arrestato e deportato via con un Boeing 747-8, sotto osservazione di 2 agenti, mentre gli agenti distrattamente si addormentano, Redfoo (grazie alla complicità della Hostess di volo) si libera e si paracaduta fuori dal velivolo.
Una volta libero scopre di essere ricercato, e che ha una taglia da 1.000.000 e finisce per essere inseguito dalla polizia dopo il che attira un'enorme attenzione sui suoi fan in Australia, che lo hanno anche inseguito, riesce a scappare dalla follo facendo finta di essere un manichino dentro un negozio di vestite, ma però si fa beccare dalla polizia e ricomincia l’inseguimento.
Alla fine dell’inseguimento arrivano in spiaggia e il cantante con astuzia riesce a fregare e scappare dai poliziotti e dai fan.
La canzone ha oltre 145 milioni di visualizzazioni.

## Classifiche
| Classifica (2013)         | Posizione massima |
| ------------------------- | ----------------- |
| Australia                 | 1                 |
| Belgio (Fiandre)          | 31                |
| Belgio (Vallonia)         | 49                |
| Francia                   | 106               |
| Nuova Zelanda             | 97                |
| Paesi Bassi               | 31                |
| Stati Uniti (Dance songs) | 48                |